# Симфония № 12 (Дмитрий Шостакович)
„Симфония № 12“ в ре минор (опус 112), с подзаглавие „1917-а година“, е симфония на руския композитор Дмитрий Шостакович от 1961 година.
Симфонията е посветена на Руската революция от 1917 година и болшевишкия лидер Владимир Ленин. Представена е за пръв път на 1 октомври 1961 година в Ленинград в изпълнение на симфоничния оркестър на Ленинградската филхармония под диригентството на Евгений Мравински. Въпреки пропагандната си насоченост, симфонията не е приета от тоталитарния комунистически режим със същия ентусиазъм, като предходната Симфония № 11.